# Max Schneider (direttore della fotografia)
Max Schneider (fl. XIX-XX secolo) è stato un direttore della fotografia austro-ungarico.

## Filmografia
- The Gray of the Dawn, regia di Eugene Sanger - cortometraggio (1910)
- The Weakness of Man, regia di Barry O'Neil (1916)
- A Woman's Way, regia di Barry O'Neil (1916)
- Husband and Wife, regia di Barry O'Neil (1916)
- The Revolt, regia di Barry O'Neil (1916)
- The Hidden Scar, regia di Barry O'Neil (1916)
- The Madness of Helen (Beyond the Wall), regia di Travers Vale (1916)
- The Bondage of Fear, regia di Travers Vale (1917)
- The Dancer's Peril, regia di Travers Vale (1917)
- Man's Woman, regia di Travers Vale (1917)
- Darkest Russia, regia di Travers Vale (1917)
- The Divorce Game, regia di Travers Vale (1917)
- A Self-Made Widow, regia di Travers Vale (1917)
- Betsy Ross, regia di George Cowl e Travers Vale (1917)
- The Dormant Power, regia di Travers Vale (1917)
- Easy Money, regia di Travers Vale (1917)
- The Woman Beneath, regia di Travers Vale (1917)
- Stolen Hours, regia di Travers Vale (1918)
- The Whims of Society, regia di Travers Vale (1918)
- The Spurs of Sybil, regia di Travers Vale (1918)
- The Witch Woman, regia di Travers Vale (1918)
- Journey's End, regia di Travers Vale (1918)
- The Power and the Glory, regia di Lawrence C. Windom (1918)
- A Soul Without Windows, regia di Travers Vale (1918)
- Appearance of Evil, regia di Lawrence C. Windom (1918)
- The Woman the Germans Shot, regia di John G. Adolfi (1918)
- The Unveiling Hand , regia di Frank Hall Crane (1919)
- An Amateur Widow, regia di Oscar Apfel (1919)
- Phil-for-Short, regia di Oscar Apfel (1919)
- The American Way, regia di Frank Reicher (1919)
- The Praise Agent, regia di Frank Hall Crane (1919)
- The Battler, regia di Frank Reicher (1919)
- The Black Circle, regia di Frank Reicher (1919)
- The Blue Pearl, regia di George Irving (1920)
- The Riddle: Woman, regia di Edward José (1920)
- Cardigan, regia di John W. Noble (1920)
- Nell'anticamera del matrimonio (So sind die Männer), regia di Georg Jacoby (1923)
- Il paradiso nella neve (Das Paradies im Schnee), regia di Georg Jacoby (1923)
- Die große Unbekannte, regia di Willi Wolff (1924)
- Husarenfieber, regia di Georg Jacoby (1925)